# Thomas Laycock
Thomas Laycock (1786?- 7 de noviembre de 1823) fue un soldado británico, explorador y posteriormente empresario, conocido por ser el primer europeo en atravesar Tasmania, por entonces llamada Tierra de Van Diemen.
Llegó a Sídney en septiembre de 1791 con su madre Hannah. Se alistó en el Cuerpo de Nueva Gales del Sur, sirviendo en la isla Norfolk (Australia) y en el año 1806 fue destinado a Tasmania. En febrero del año siguiente, con un pequeño grupo avanzó desde la nueva colonia de Port Dalrymple (actual Launceston) hacia el sur siguiendo el curso del río Tamar, concluyendo la primera travesía por tierra hasta Hobart, realizada en ocho días. Poco después repitió la gesta siguiendo sus pasos hacia el norte.
La ruta que siguió pronto se convirtió en el Hobart Road, entre las ciudades de Port Dalrymple y Hobart.
En 1810 cuando el destacamento de su cuerpo volvió a Gran Bretaña, se unió a él, pero en 1817 volvió a Australia, donde se dedicó al comercio y a la ganadería.